# Maria Nowak
Marie Sophie Thérèse Nowak (* 27. März 1935 in Lemberg, Polen; † 22. Dezember 2022) war eine französische Wirtschaftswissenschaftlerin, die insbesondere für ihr Engagement im Mikrofinanzbereich in Frankreich bekannt ist und dafür mehrfach ausgezeichnet wurde.

## Werdegang
Die in Polen geborene Nowak flüchtete mit ihrer Familie während des Zweiten Weltkriegs nach Frankreich. Dort studierte sie am Institut d’études politiques de Paris, an dem sie 1956 graduierte. Anschließend wechselte sie an die London School of Economics, wo sie 1959 ihr Studium abschloss. Inspiriert durch eine Studienreise nach Guinea setzte sie sich vermehrt mit ökonomischen Themen für ländliche Gebiete auseinander und schloss sich der Agence française de développement an, einer staatlichen Einrichtung Frankreichs für Entwicklungshilfe. Dort wurde sie später Direktorin für Politik und Weiterbildung.
Nachdem Nowak 1985 Muhammad Yunus, Gründer der Mikrokredite vergebenden Grameen Bank und damit einer der Begründer des Mikrofinanz-Gedankens, kennengelernt hatte, entschloss sie sich, dieses Konzept auf Frankreich zu übertragen. Hierfür gründete sie 1989 die Organisation Association pour le droit à l'initiative économique (ADIE), deren Präsidentin sie in der Folge für über zwei Jahrzehnte war. Ab 1991 war sie zudem für die Weltbank tätig und organisierte für diese die Mikrokreditvergabe in Mittel- und Osteuropa. Über ADIE initiierte sie 2003 die Gründung eines europaweiten Netzwerks der Mikrokredite vergebenden Organisationen, bis 2008 leitete sie das hieraus resultierende European Microfinance Network. 2011 übergab sie die Leitung von ADIE an Catherine Barbaroux.
2005 wurde Nowak im Rang eines Ritters mit dem Ordre national du Mérite ausgezeichnet, 2011 überreichte ihr der seinerzeitige Premierminister François Fillon den Orden im Rang eines Kommandeurs, d. h. der dritthöchsten Stufe. Nachdem sie 2008 von der damaligen französischen Wirtschafts- und Finanzministerin Christine Lagarde zur Ritterin der Ehrenlegion geschlagen wurde, wurde sie am 14. Juli 2017 in den zweithöchsten Rang als Großoffizierin aufgenommen.